# Trận chiến Trebia
Trận Trebia hoặc Trận chiến trên sông Trebia là trận đánh lớn đầu tiên trong cuộc chiến tranh Punic lần thứ hai giữa nước Cộng hòa La Mã và Carthage vào năm 218 TCN.

## Bối cảnh
Mùa thu năm 218 TCN, đội quân Carthage của tướng Hannibal Barca đã vượt qua dãy Alps và tiến vào bán đảo Italia. Cùng lúc, Publius Cornelius Scipio Aemilianus đã lập phòng tuyến ở Placentia với 2 quân đoàn. Ông ta thừa lúc đội quân của Hannibal vừa mới đặt chân vào Italia, còn đang mệt mỏi, tổ chức một cuộc tấn công nhưng bị Hannibal đánh bại tại Trận Ticinus, bản thân Aemilianus bị thương và suýt bị mất mạng nếu con trai ông - P.C.S Africanus không kịp đem quân tới cứu. Tổn thất của hai bên không lớn nhưng đã giúp cho nhiều bộ tộc Gaul từ bỏ liên minh với La Mã và ủng hộ Hannibal, khiến binh lực của quân Carthage được bổ sung đầy đủ hơn. Còn quân La Mã buộc phải rút lui về bờ sông Po. Cùng lúc đó, lại có thêm 2000 binh sĩ người Gaul trong hàng ngũ La Mã nổi loạn, giết chết nhiều binh lính La Mã và chạy sang phía Hannibal. Quân La Mã lại phải rút lui về sông Trebia chờ viện binh.
Viện Nguyên lão La Mã hay tin, liền ra lệnh cho Tiberius Sempronius Longus đình chỉ kế hoạch tấn công Phi Châu, đem 2 quân đoàn về hợp sức chống lại Hannibal. Trong khi đó, Hannibal vì phải bổ sung thêm lương thảo và binh lực nên đã tiến chiếm Clastidium, cũng là từ bỏ một vị trí quan trọng giữa Placienta và Ariminium, chắn ngang đường tiếp viện của Longus với Aemilianus. Biết được điều này, Longus tức tốc hội quân với Aemilianus và tháng 11 ông đã tới được sông Trebia.
Lúc này Hannibal buộc phải lâm vào tình thế đối đầu với một đạo quân La Mã đông hơn do 2 chấp chính quan chỉ huy. Tuy nhiên, Hannibal biết Longus là một vị chỉ huy nóng nảy và hấp tấp, còn Aemilianus chính chắn và khôn ngoan vẫn đang nằm dưỡng thương, nên, ông quyết định đánh tan quân La Mã trước khi Aemilianus kịp bình phục.

## Trận đánh

### Chuẩn bị trận đánh
Mùa đông 218 ở miền Bắc Italian cực kì lạnh giá. Con sông Trebia đã đóng băng.
Không lâu sau khi hội quân, quân La Mã chạm trán với Carthage và giành một thắng lợi nhỏ. Phấn khích với thắng lợi này, Longus quyết định xua quân truy kích hòng đánh một trận lớn tiêu diệt quân đội Hannibal dù Aemilianus đã cố sức ngăn cản. Trái lại, Hannibal vẫn giữ bình tĩnh, không vội vàng ứng chiến khi chưa chuẩn bị kỹ lưỡng. Đội quân gián điệp người Gaul đã cho Hannibal biết được quân lực của La Mã và ý đồ của Sempronius Longus. Ông liền có một sự chuẩn bị chu đáo. Ông dàn quân trên bờ sông Trebia, nơi mà nhà sử học Polybius miêu tả: "giữa hai đội quân là một vùng đất phẳng, không có cây cối nhưng thuận lợi cho mai phục vì có một dòng sông chắn ngang với bờ dốc đứng, cỏ và những bụi cây mâm xôi mọc um tùm." Hannibal cũng giao cho người em trai là Mago Barca 1000 bộ binh nhẹ và 1000 kỵ binh người Numidia bố trí mai phục tại cánh sau của quân La Mã, tại lòng sông Trebia nơi bụi cây mọc um tùm. Sau đó ông hạ lệnh cho tất cả binh sĩ ăn sáng cho no để chuẩn bị tác chiến.

### Diễn biến trận đánh
Khi trời tờ mờ sáng Hannibal cho một toán kỵ binh nhỏ sang trại La Mã khiêu chiến. Quả nhiên Sempronius đã bị trúng kế, ông liền xua quân La Mã tràn sang bên kia bờ sông, mà lúc bấy giờ quân La Mã chưa ăn sáng (hệ quả là họ sẽ nhanh chóng mất sức trong trận chiến). Hannibal trông thấy quân La Mã vượt qua sông, liền bố trí hai vạn bộ binh ở trung ương để đối phó, đồng thời cho 1 vạn kỵ binh và 15 voi trận mai phục ở hai bên cánh. Trong khi đó quân La Mã có 36000 bộ binh nặng bố trí ở trung ương và 4000 kỵ binh ở hai bên cùng với 3 nghìn binh sĩ trợ chiến người Gaul. Longus bố trí quân theo cách truyền thống của La Mã: lập thành 3 hàng bộ binh nặng, còn lực lượng phóng lao Velites ở phía trước. Lực lượng người Gaul để bên trái bộ binh La Mã.
Lực lượng Velites xung trận đầu tiên, nhưng nhanh chóng rút đi để bộ binh nặng hai bên giao chiến. Trong lúc đó, Hannibal lập tức hạ lệnh cho kỵ binh tấn công các nhóm quân La Mã ở hai cánh. Do quân số áp đảo và những chú voi khủng khiếp khiến quân La Mã run sợ, lực lượng kỵ binh và quân Gaul nhanh chóng bị tiêu diệt, khiến bộ binh chủ lực hoàn toàn bị phơi bày ra trước kỵ binh Carthage và bị thương vong trầm trọng. Tuy nhiên, ở mặt trận trung ương hai phe vẫn giằng co quyết liệt, bất phân thắng bại. Ngay lúc đó, Mago Barca dẫn hai nghìn quân mai phục xông ra đánh tập hậu, khiến cho quân La Mã nhanh chóng rối loạn đội hình. Sự mệt mỏi, cái lạnh và cái đói khiến quân La Mã suy sụp nhanh chóng, tan vỡ đội hình và bị quân Carthage tiêu diệt. Có điều tại tuyến trung ương Sempronius Longus đã mở được một đột phá khẩu và nhanh chóng đào thoát về Placentia, tránh được thảm họa bị tiêu diệt toàn quân. Dù sao, trận chiến này kết thúc là một chiến thắng rõ ràng của Hannibal.

## Kết quả
Quân Carthage chịu thương vong rất nhỏ, còn đối thủ của họ mất đến 2/3 quân số. Đây là một đòn nặng nề giáng vào La Mã. Họ nhận ra rằng Hannibal là một đối thủ đáng sợ và buộc phải chuẩn bị lực lượng đối phó một tai họa mới ở phía bắc. Họ nhanh chóng bầu ra hai vị chấp chính quan mới là Gnaeus Servilius Geminius và Gaius Flaminius nắm quân đội thay cho Longus, nhưng như thế vẫn chưa đủ để tránh những đòn đánh trầm trọng khác mà Hannibal sắp giáng xuống La Mã, cụ thể là trận hồ Trasimene sắp tới.

## Trận Trebia trên các phương tiện truyền thông
- Trong game Rome:Total War, phần Historical Battle có trận đánh trên sông Trebia, người chơi sẽ điều khiển phe Carthage của Hannibal chống lại La Mã.